# Gerard Dou

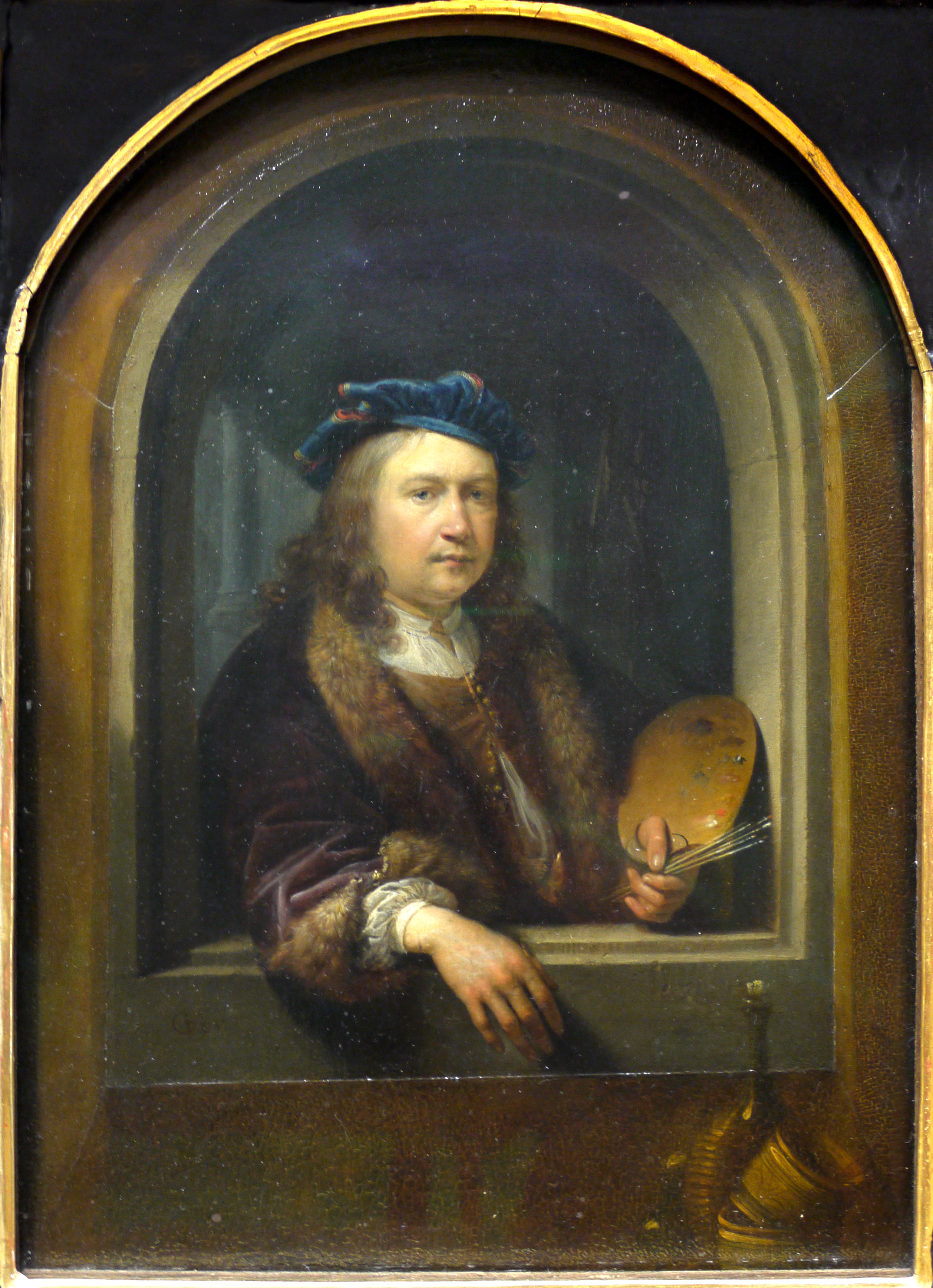
Selbstporträt, um 1665

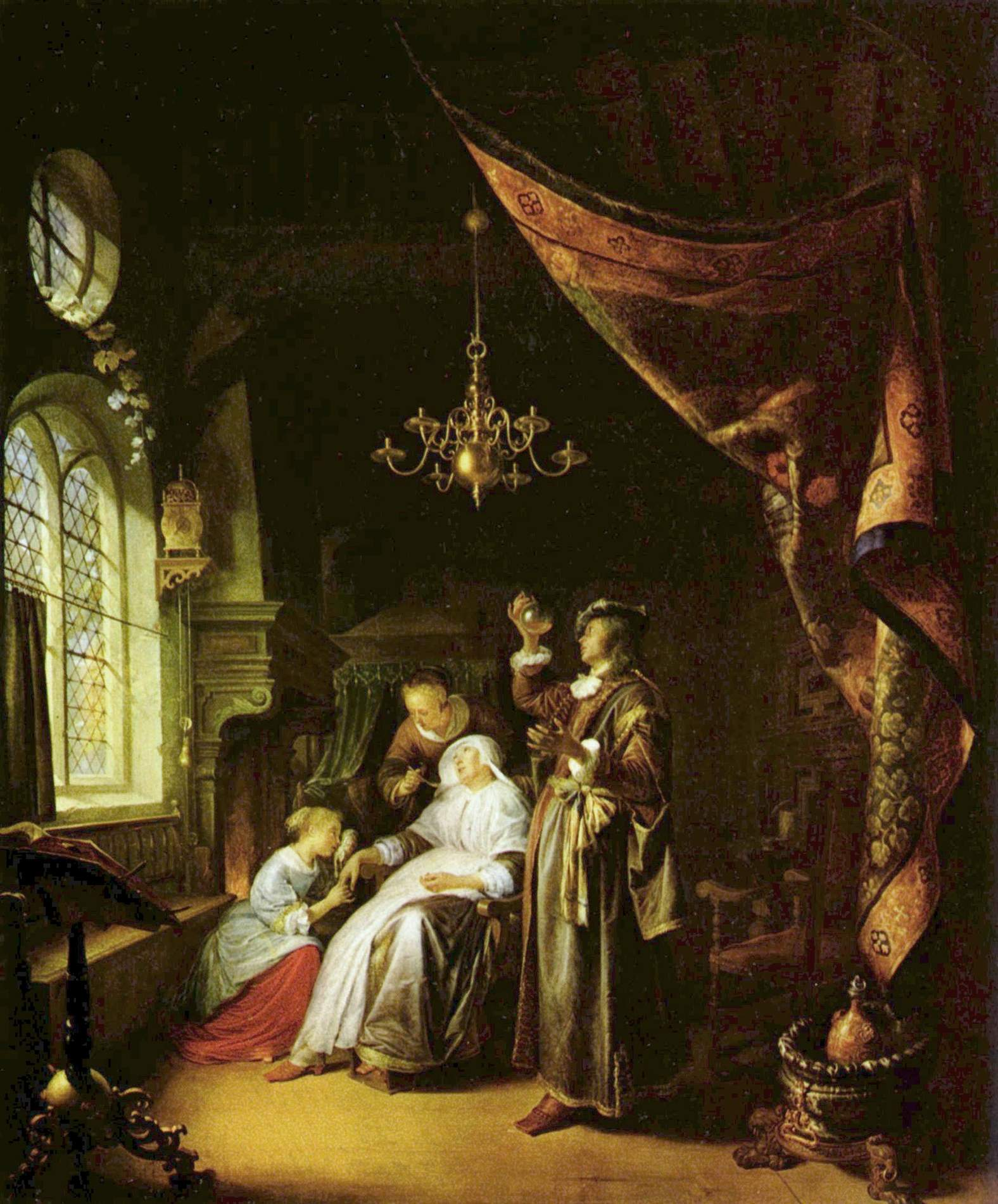
Die Wassersüchtige, 1663

Gerard Dou (auch Gerard Douw, Gerard Dow oder Gerrit Dou; * 7. April 1613 in Leiden; begraben 9. Februar 1675 ebenda) war ein niederländischer Maler des Barocks. Wegen seiner Leidenschaft für minutiöse Details und seiner vollendeten Technik gilt er als Begründer der Leidener Feinmalerei, die weit bis ins 18. Jahrhundert gepflegt wurde.

## Leben
Gerard Dou ging nach einer Lehre bei seinem Vater Douwe Jansz, einem Glasmaler, 1624 zu Bartholomeus Dolendo (c. 1570–1626). Dann war er zwei Jahre bei dem Glasmaler Pieter Clouwenhorn. Er begab sich schließlich drei Jahre 1628–1631 bei Rembrandt in dessen Leidener Werkstatt in die Lehre. Ab 1632 arbeitete er selbständig in Leiden. 1648 wurde er Mitglied der Leidener Lukasgilde; er genoss bereits zu Lebzeiten großen Ruhm.
Der Einfluss von Rembrandt war zunächst groß. Von diesem und dessen Eltern fertigte Dou Porträts an. Von 1640 an sind von Dou hervorragende, in kleinem Format gemalte Genrebilder bekannt. Die Szenen spielen sich meist in dunklen und engen Räumen ab. Etwa 200 Werke von Dou sind bekannt. Die wichtigsten Arbeiten befinden sich heute im Rijksmuseum Amsterdam, im Louvre in Paris sowie der National Gallery in London. Auch die Gemäldegalerie Alte Meister in Dresden hat mehr als ein Dutzend seiner Gemälde im Bestand, darunter z. B. das Trompe-l’œil Stillleben mit Leuchter.
Auch auf dem Kunstmarkt wurden Werke des Künstlers gehandelt. 2001 kam das Meisterwerk Der Zahnarzt bei Van Ham Kunstauktionen in Köln zum Aufruf. Die 38,8 × 26,6 cm große Holztafel war 1900 im Amsterdamer Stedelijk Museum ausgestellt und 1923 vom Berliner Kunsthändler Paul Cassirer versteigert worden. Ab 1929 befand sich das Gemälde in einer mittelrheinischen Privatsammlung. Bei Van Ham erzielte Der Zahnarzt 2001 ein Ergebnis von 5,7 Millionen DM und war damit, laut Handelsblatt am 3. Juli 2001, das „teuerste deutsche Auktionsbild“. Heute befindet sich das Werk im Kimbell Art Museum in Texas.
Gerard Dou hatte viele Schüler und Nachfolger. Sein bedeutendster und treuester war Frans van Mieris.

## Werke (Auswahl)
- Der Arzt, Öl auf Holz, um 1640/70, Luxemburg, Villa Vauban, Sammlung Jean-Pierre Pescatore (Inv.-Nr. 96)[2]